# Maldingen
Maldingen ist ein Dorf in der belgischen Eifel, im Süden der Deutschsprachigen Gemeinschaft. Mit rund 390 Einwohnern gehört es zu den größeren Ortsteilen der Gemeinde Burg-Reuland im Südosten der Provinz Lüttich. Maldingen liegt in unmittelbarer Nähe zur luxemburgischen Grenze. Nordwestlich des Ortes entspringt der Our-Zufluss Braunlauf.

## Beschreibung

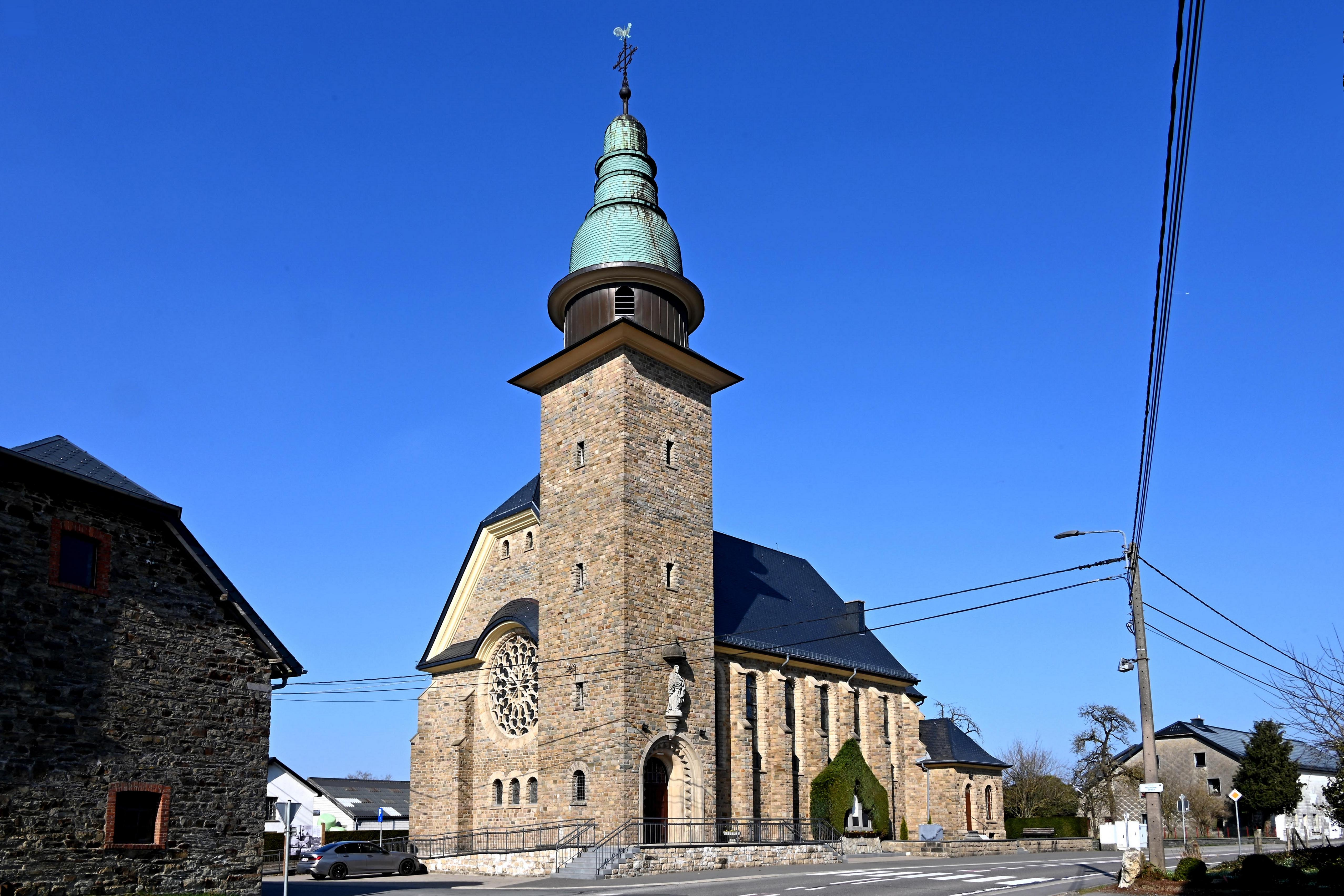
Kirche von 1926, Henri Cunibert

Eine erste Kapelle wurde 1688 erwähnt, die 1776 durch einen Kirchenneubau ersetzt wurde. 1945 wurde diese Kapelle durch Kriegseinwirkungen so stark beschädigt, dass sie abgerissen werden musste. 1926 wurde die heutige Kirche, nach einem Entwurf des Malmedyer Architekten Henri Cunibert, durch den Weihbischof von Lüttich, Louis-Joseph Kerkhofs ihrer Bestimmung übergeben.
In Maldingen besteht ein lebendiges Vereinsleben, zum Beispiel im Musikverein Echo vom Hochtumsknopf, im Kirchenchor, im Junggesellenverein oder bei den Landfrauen. Es gibt einen Kindergarten und eine Grundschule.

## Bedeutung des Namens Maldingen
Maldingen besteht aus der Vorsilbe „Mal“ und entstand aus dem altdeutschen „mahal“, das im Mittelalter zu „mahel“ und schließlich zu „mal“ wurde und soviel bedeutet wie „Versammlungsort“. So ist wahrscheinlich der Name Maldingen als „Versammlungsstätte des Gerichts“ zu deuten. Im Dialekt wird es zu „Molje“.

## Söhne und Töchter
- Paul Gérardy (1870–1933), Schriftsteller